# 杰罗姆·巴考
傑羅姆·巴考（英語：Jerome H. Barkow）加拿大戴爾豪斯大學人類學家，他對演化心理學領域有重要貢獻。

## 經歷
1964年，他從布魯克林學院獲得心理學學士學位。 1970年，在芝加哥大學獲得人類發展博士學位。他是戴爾豪斯大學社會人類學教授，也是貝爾法斯特女王大學（北愛爾蘭）認知與文化研究所傑出國際研究員。

## 著作
他出版的書籍內容範圍從奈及利亞的性工作者到搜尋地外文明計劃等各種類型的主題。 
- 1989年，他最出名的著作是《達爾文、性與地位：心理與文化的生物學方法》（Darwin, Sex, and Status: Biological Approaches to Mind and Culture ）。
- 1992年，他與勒達·科斯米德斯和約翰·托比共同著作《適應的心靈（英语：The Adapted Mind）》。
- 2006年，著有《失落的革命：社會科學家的達爾文主義》（Missing the Revolution: Darwinism for Social Scientists）。

## 相關
- 演化心理學
- 人類行為生態學（英语：Human behavioral ecology）

## 外部連結
- Jerome Barkow's Professional Homepage （页面存档备份，存于）